# Svatá Otýlie
Svatá Otýlie z Alsaska, také Otýlie z Hohenburgu, dříve též Otilie, Odilia i Ottilia (660 nebo 662 Ottrott–13. prosince 720 Niedermünster Ottrott) byla svatá panna z řádu benediktinek, zakladatelka špitálu pro chudé a v letech 700 až 712 abatyše kláštera v Niedermünsteru pod Horou sv. Otýlie.

## Život

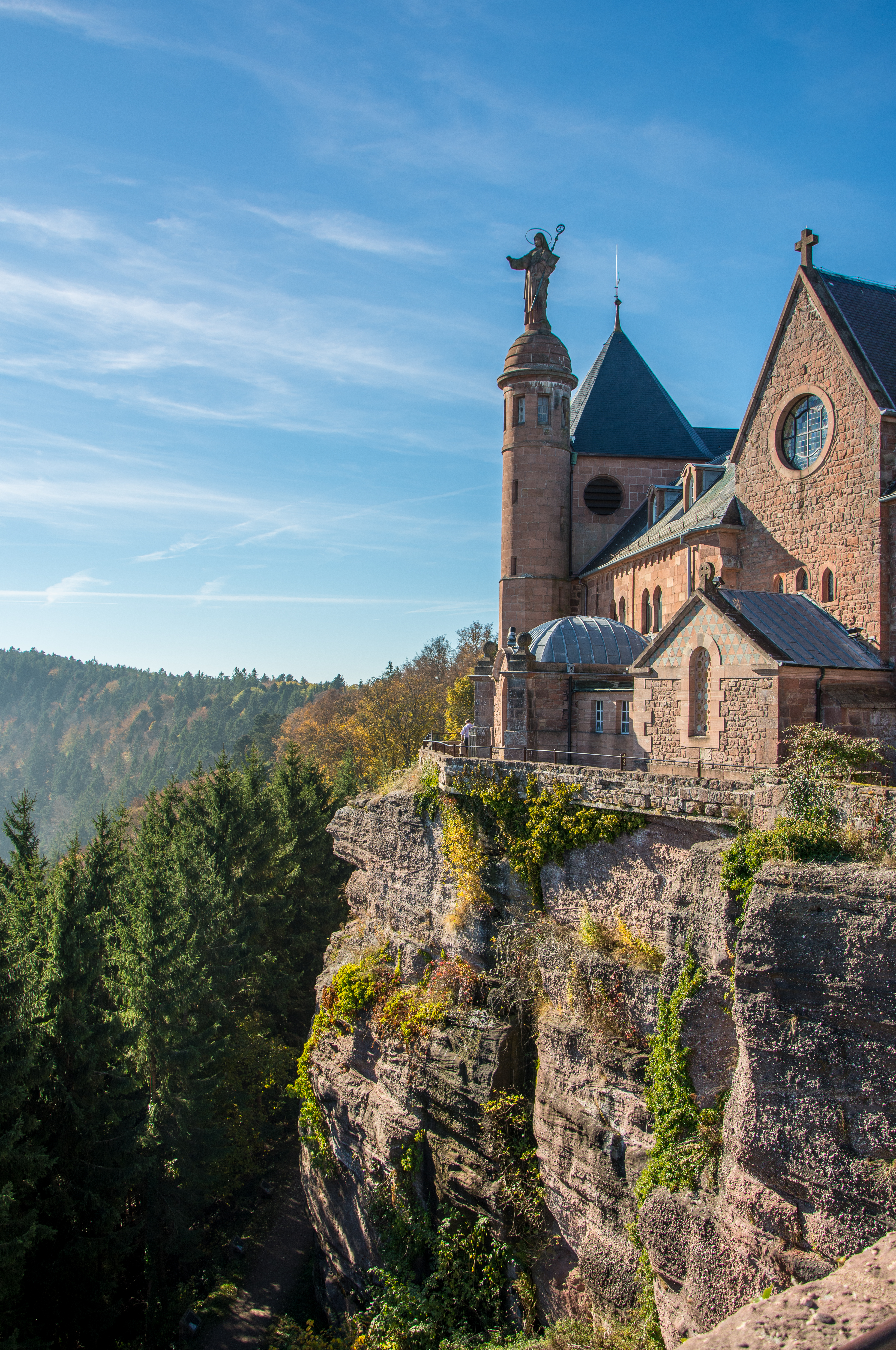
Mont Sainte-Odile, Alsasko

Podle legendy Vita, sepsané kolem roku 900, se Otýlie narodila jako dcera franského knížete Atticha. Když otec zjistil, že je slepá, odložil ji do kláštera v Balmes (Baume-les-Dames). Tam Otýlii pokřtil misijní biskup sv. Erhard z Řezna. Po té se jí zázrakem vrátil zrak. Vychovaly ji sestry benediktinky. Když knížeti Attichovi krátce po narození zemřel syn, obrátil se kníže na víru a na vrchu nad vsí Ottrott založil klášter, který krátce před svou smrtí předal své dceři. Ta do něj vstoupila jako řeholnice a v letech 700 až 712 vykonávala úřad abatyše, který po ní převzala její neteř, svatá Godelinda. Otýlie zemřela pokojnou smrtí jako svatá žena, ale neočekávané, bez zaopatření. Proto sestry usilovnou modlitbou přivolaly její duši zpět na svět a poskytly jí kalich vína s poslední svátostí, kterou si posloužila sama. V tomto klášteře, později zničeném, byla světice pohřbena.
Současný klášter s kostelem byly postaveny v novorománském slohu v 19. století na podloží skály s merovejskými hroby někdejší raně středověké osady. Ve zdejší kapli sv. Otýlie byl zřízen hrob a do něj ostatky ze zřícenin středověkého Niedermünsteru přeneseny.

## Hrob a úcta
- Klášter a kostel Mont Sainte-Odile (Ottilienberg, Hora sv. Otýlie), Ottrott, Alsasko, hrob v kapli sv. Otýlie zřízen v 19. století
- Opatství Baume-les-Dames v Burgundsku
- Opatství sv. Hydulfa v Moyenmoutier ve Vosges
- Bazilika sv. Wira, Plechelma a Otgera, Odilienberg v Nizozemsku
- Relikviářová skříň v kostele bývalého opatství benediktinů sv. Emmerama v Řezně
- Gotický oltář kostela v Möschenfeldu u Mnichova
- Mnohé kaple ve Francii, Německu, Nizozemsku, Švýcarsku, Rakousku, Polsku, ale také ve Spojených státech, v Kanadě nebo na Filipínách

### Česko (výběr)
- Císař Karel IV. roku 1355 neznámo kde získal nedochovaný relikviář ve tvaru paže sv. Otýlie s nádobkou na relikvie sv. Erharda; dal také zasvětit jednu chórovou kapli v katedrále sv. Víta na Pražském hradě sv. Erhardovi a Otýlii, kde se dochovala gotická malba křtu sv. Otýlie v křtitelnici tvaru kotle. Kaple byla později přesvěcena sv. Janu Nepomuckému.[2]
- Hřbitovní kaple sv. Otýlie v Českých Budějovicích
- Kaple svaté Otýlie (Čechůvky) (1727)
- Kaple sv. Otýlie Frýdek-Místek

## Patrocinia
- od 12./13. století patronka proti nemocem oči, poutní cesty
- řádová patronka benediktinek a cisterciaček
- párové zasvěcení kaplí či oltářů sv. Erhardovi a Otýlii
- od roku 1632 patronka Alsaska

## Galerie

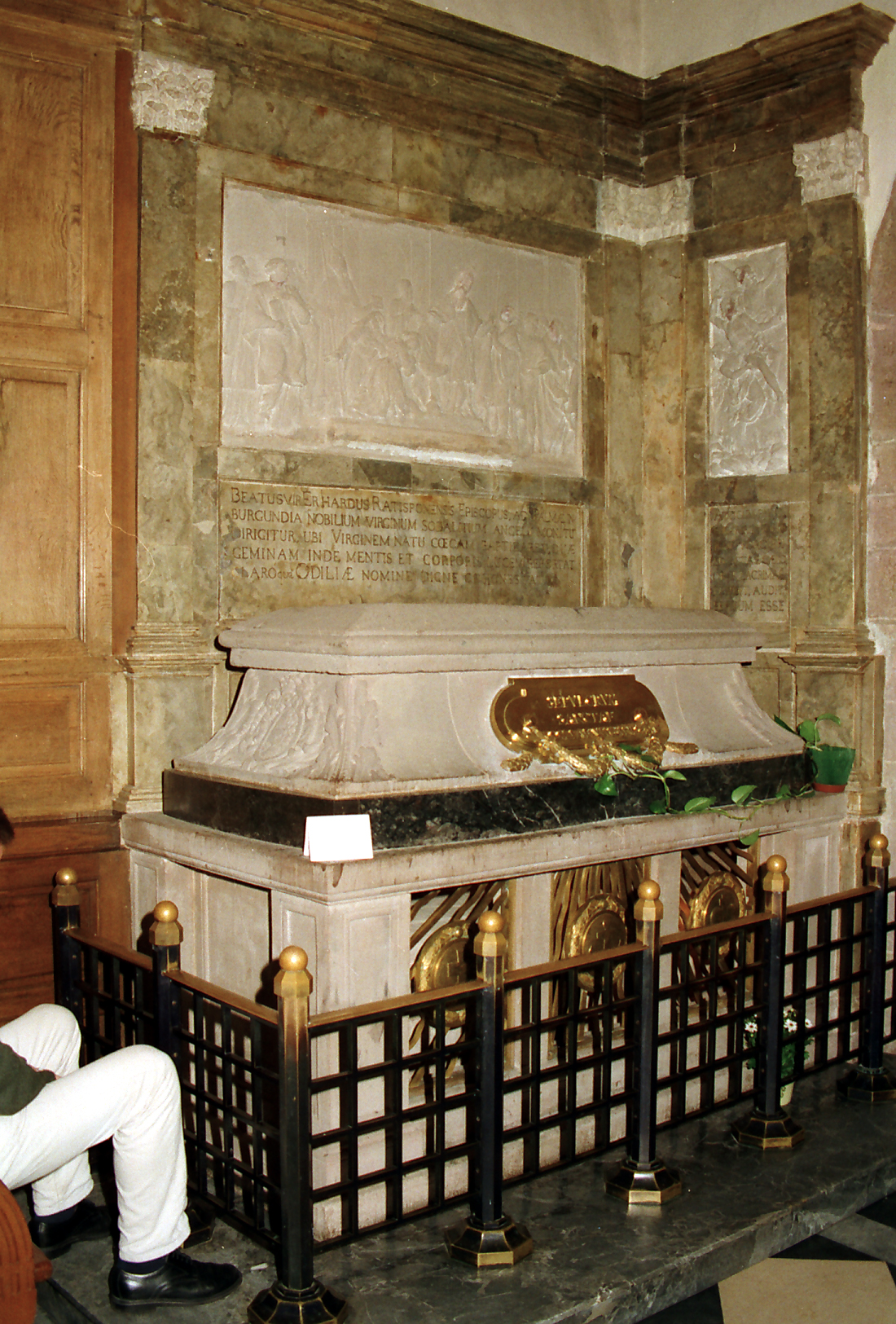
Sarkofág v Ottrottu
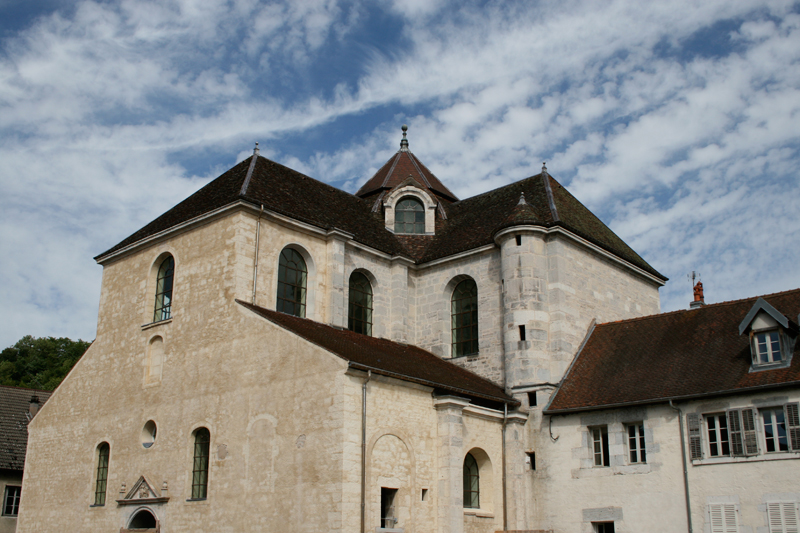
Opatství Baume-les-Dames
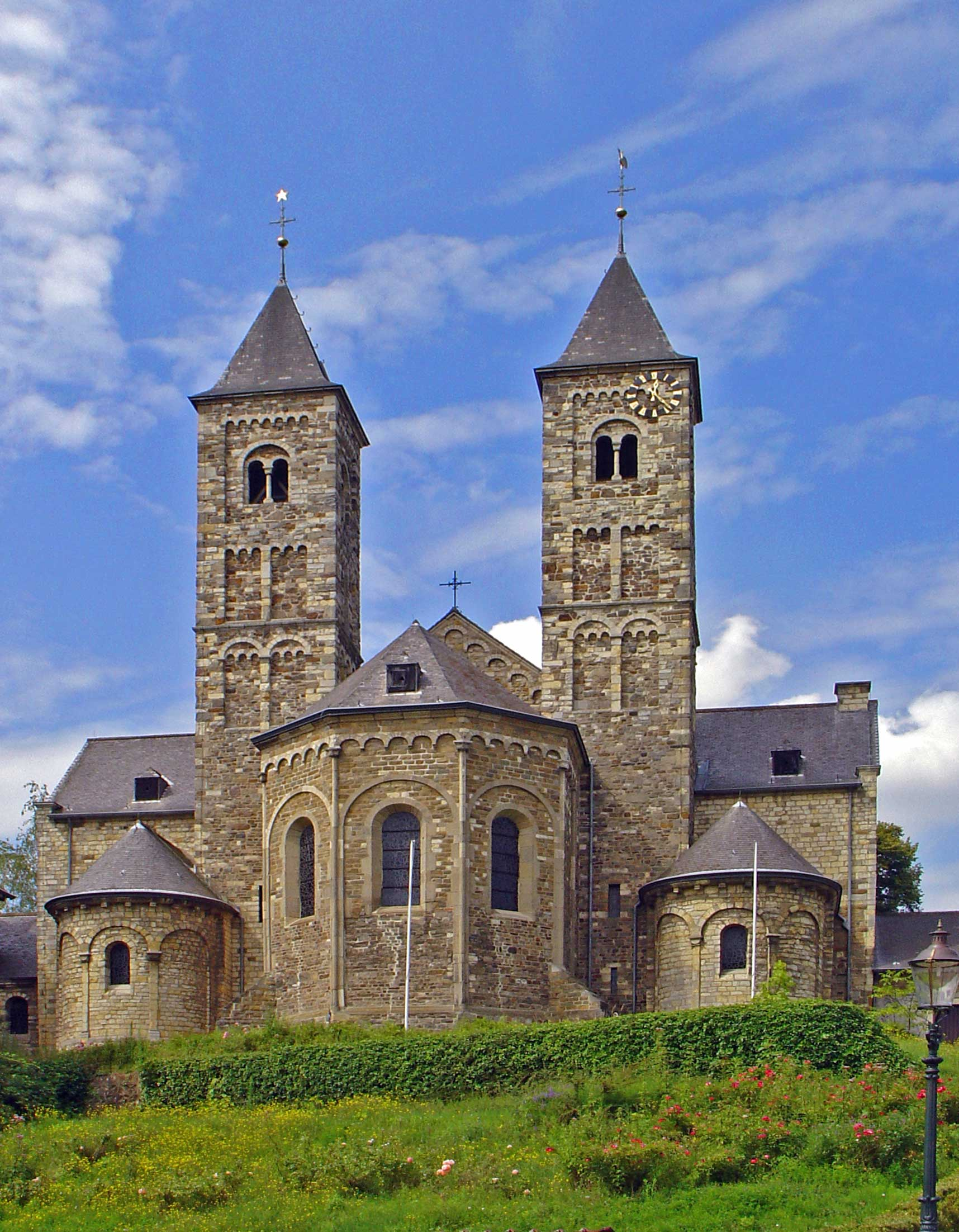
Odilienberg, Nizozemsko
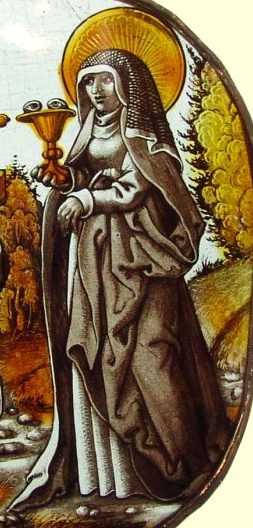
Sklomalba, kolem 1500
Socha z Buttisholzu, Švýcarsko
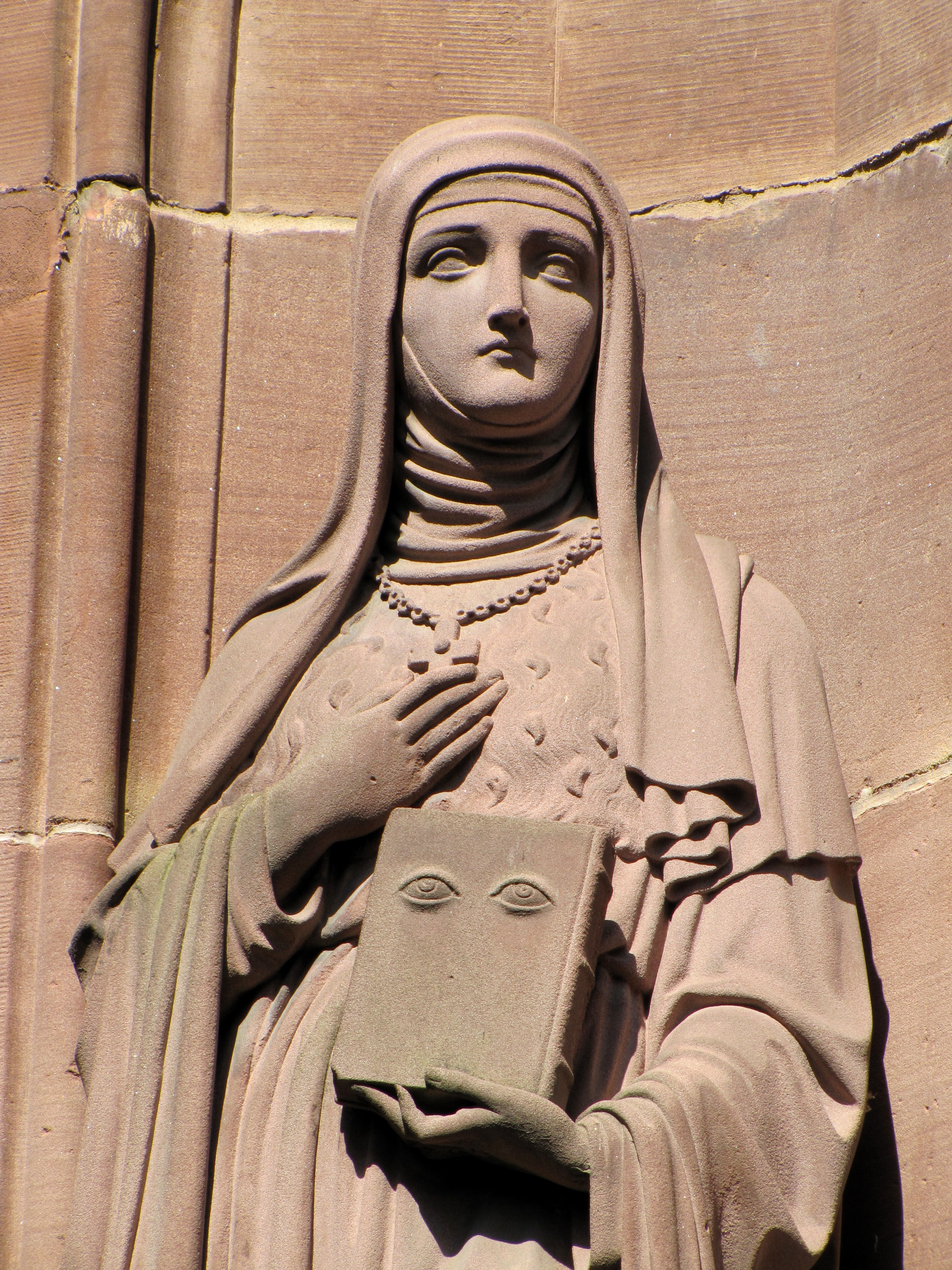
Z kaple Všech svatých, Štrasburk, 1855
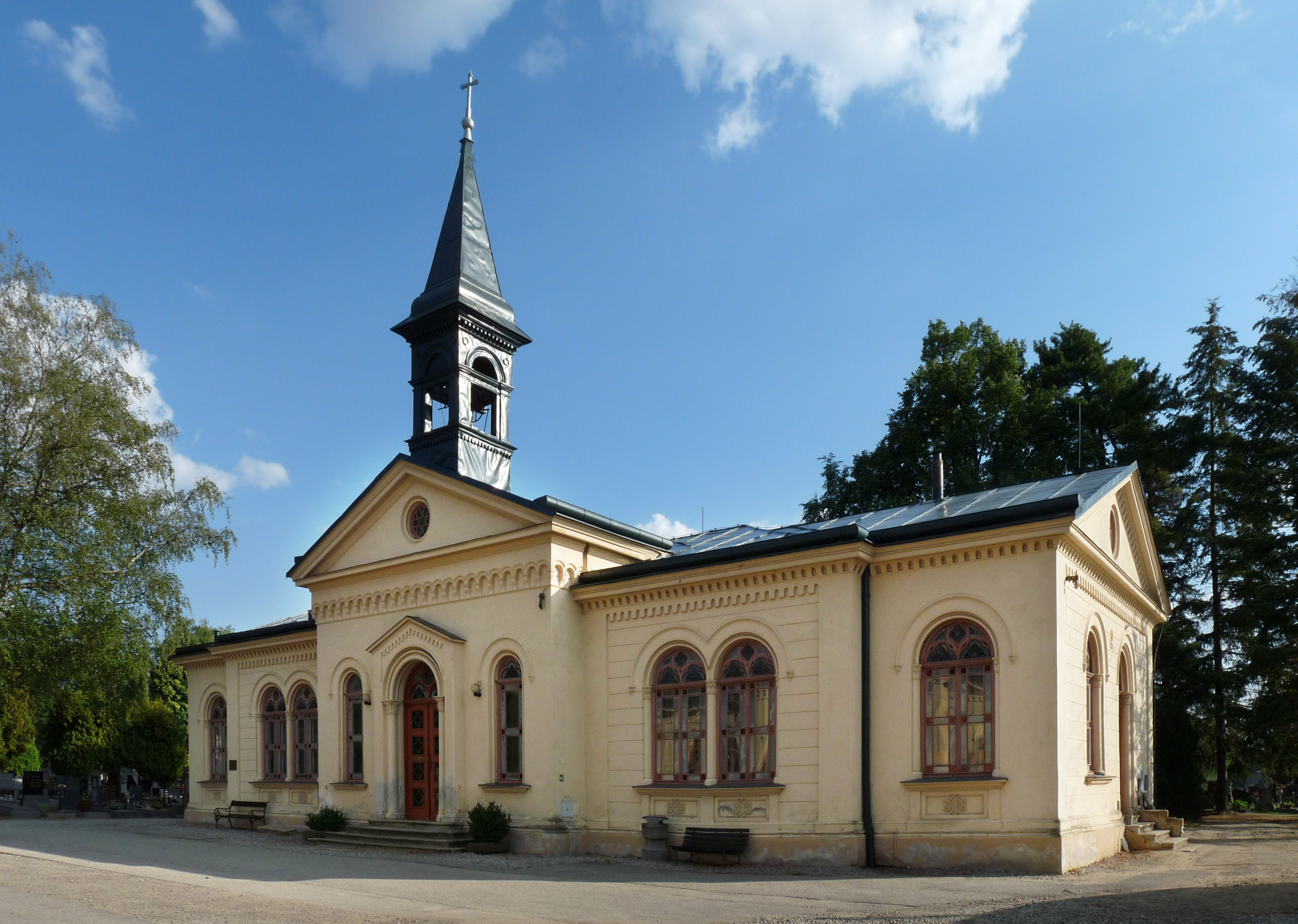
Kaple sv. Otýlie, České Budějovice